# Дюково (Вологодская область)
Дюково — деревня в Вологодском районе Вологодской области.
Входит в состав Спасского сельского поселения, с точки зрения административно-территориального деления — в Спасский сельсовет.
Расстояние по автодороге до районного центра Вологды — 23 км, до центра муниципального образования Непотягово — 13 км. Ближайшие населённые пункты — Перьево, Белое, Лямцыно.

## Население
| 2010 |
| ---- |
| 12   |

По переписи 2002 года население — 16 человек.